# Ardanuç
Ardanuç est une ville et un district de la province d'Artvin dans la région de la mer Noire en Turquie.

## Histoire
Aux Xe et XIe siècles, la ville, appelée Artanoudji, est la capitale d'une principauté géorgienne appartenant à la maison des Bagration, avec Adarnassé Ier d'Artanoudji et ses successeurs.